# Maglev-windturbine
Een maglev-windturbine is een windturbine waarbij het draaiende deel is voorzien van een magneetlager, een type lager. De naam is afgeleid van het Engelstalige 'magnetic levitation', levitatie van een object door gebruik van een magneet. De term wordt met name gebruikt bij magneetzweeftreinen, die niet alleen zweven op magneetvelden van elektromagneten, maar er ook door aangedreven worden. Bij maglev-windturbines wordt in de regel gebruik gemaakt van permanente magneten.
Een maglev-windturbine is dus niet een bepaald type windturbine. Elk type windturbine dat gebruik maakt van magneetlagers kan een maglev-windturbine genoemd worden.
Er worden momenteel zowel maglev-turbines geproduceerd met verticale as als met horizontale as.

## Voordelen en beperkingen
Het voordeel van magnetische lagering is dat de mechanische wrijving nagenoeg nihil is. Daarmee is het mogelijk om turbines te ontwerpen die bij zeer lage windsnelheden, waarbij traditioneel gelagerde turbines nog niet opstarten, al wel beginnen te draaien. Ook kunnen ze in theorie extreem snel om hun as draaien, en dus ook bij hoge windsnelheden hun werk blijven doen. Volgens één studie is de capaciteit 20% groter dan bij conventionele windturbines omdat de operationele range (reikwijdte) groter is en de operationele kosten de helft lager.
Het voordeel van deze lagering is echter maar beperkt: Bij zeer lage windsnelheden werken maglev-turbines weliswaar, maar het vermogen dat bij deze windsnelheden opgewekt kan worden is uiteraard zeer beperkt.
Ook bij hoge windsnelheden is het voordeel beperkt, doordat de verliezen van een windturbine slechts voor een klein deel veroorzaakt worden door de lagering. Energieverliezen veroorzaakt in versnellingsbakken, en door opwekking, omzetting en transport van elektriciteit blijven onveranderd aanwezig. Een belangrijke oorzaak van verliezen is ook de luchtweerstand die ontstaat doordat turbinebladen snel door de lucht heen bewegen. Deze weerstand neemt snel toe met het toerental. Hierdoor kunnen maglev-windturbines toch niet onbeperkt snel draaien.

## Controversiële claims
Het Amerikaanse bedrijf MagLev Wind Turbine Technologies (MWTT) zou zeer grote maglev-windturbines gaan bouwen in de Amerikaanse staat Arizona. Volgens Ed Mazur, oprichter van dat bedrijf, zou daarmee voor minder dan één cent per kilowattuur stroom kunnen worden opgewekt. Schetsen van de door MWTT voorgestelde maglev-windturbine tonen een extreem grote tonmolen: een molen met een verticale as met grote bladen over bijna de gehele lengte.
De ontwikkelaars claimden dat een dergelijke windturbine door zijn hoger rendement en windoppervlak evenveel energie zou kunnen produceren als 1000 conventionele windturbines. Een enkel exemplaar, dat 53 miljoen dollar zou moeten gaan kosten, zou 750.000 woningen van stroom kunnen gaan voorzien. Ook zou het tot 500 jaar meegaan en 640 maal minder ruimte in beslag nemen dan een conventioneel molenpark. En waar een conventionele windmolen bij te hoge windsnelheden moet worden uitgezet, zou een maglev-windturbine kunnen blijven draaien. 
De windturbine zou al beginnen met energieproductie bij lage windsnelheden vanaf 1,5 meter per seconde (5,4 km/u).
Deze claims van dit bedrijf zijn dubieus: het maximaal haalbare rendement van een 'ideale' windturbine is te berekenen met de Wet van Betz: er kan maximaal 16/27 van het aanwezige windvermogen, oftewel ongeveer 59%, aan de wind onttrokken worden. In de praktijk is dat altijd minder. Moderne windturbines kunnen een Cp-waarde ("prestatiecoëfficiënt") van ongeveer 40 tot 50% halen. Een windturbine die 1000 maal zo efficiënt zou zijn als een moderne windturbine, zou dus 400-500 maal zoveel energie uit de wind halen als de hoeveelheid energie die er daadwerkelijk in zit.